# مات ووكر (موسيقي)
مات ووكر (بالإنجليزية: Matt Walker)‏ هو موسيقي أمريكي، ولد في 1969 في ويلميت في الولايات المتحدة.

## وصلات خارجية
- الموقع الرسمي
- مات ووكر على موقع ميوزك برينز (الإنجليزية)
- مات ووكر على موقع أول ميوزيك (الإنجليزية)
- مات ووكر على موقع ديسكوغز (الإنجليزية)